# Список заслуженных мастеров спорта СССР (городки)
Заслуженный мастер спорта СССР — почётное пожизненное спортивное звание в СССР.
| 1949 год |                               |            |                         |        |             |  |
| 1        | Громов Семён Илларионович     | ??.11.1949 | ??.??.1914 — ??.??.???? | Москва | «Торпедо»   |  |
| 1951 год |                               |            |                         |        |             |  |
| 1        | Дудаков Виктор Павлович       | ??.09.1951 | ??.??.1912 — ??.??.???? | Москва | «Спартак»   |  |
| 1956 год |                               |            |                         |        |             |  |
| 1        | Цицинов Николай Александрович | ??.07.1956 | ??.??.???? — ??.??.???? | Москва | «Металлург» |  |
| 2        | Богданов Александр Иванович   | ??.??.1956 | ??.??.1930 — ??.??.???? | Москва |             |  |
| 1957 год |                               |            |                         |        |             |  |
| 1        | Строков Петр Михайлович       | ??.06.1957 | ??.??.1906 — ??.??.???? | Москва | «Металлург» |  |
| 2        | Ермилов Тимофей Иванович      | ??.??.1957 | ??.??.1902 — ??.??.???? |        |             |  |

## 1970
- Рябцев, Анатолий Гаврилович (1940)

## 1973
- Телевинов, Александр Данилович (1939)

## 1977
- Мулюкин, Николай Дмитриевич (1946)

## 1981
- Якунин, Михаил Федорович (1949)